# Gibanje rumenih jopičev
Gibanje rumenih jopičev (francosko Mouvement des gilets jaunes) je politično gibanje, začeto v Franciji leta 2018. Spletna peticija, objavljena maja, je do sredine oktobra zbrala 300.000 podpisov, nato pa so se 17. novembra začele redne množične demonstracije. Gibanje je motivirano z naraščajočimi cenami goriva in sicer visokimi življenjskimi stroški. Protestniki poudarjajo, da je nesorazmerno breme vladnih davčnih reform padlo na delavski in srednji razred, zlasti na podeželskih in primestnih območjih. Protestniki so pozvali k znižanju davkov na gorivo, ponovni uvedbi solidarnostnega davka na premoženje, zvišanju minimalne plače in odstopu Emmanuela Macrona kot predsednika Francije. Gibanje je bilo opisano kot populistično in obsega politični spekter. Po eni anketi večina protestnikov ni podprlo Macrona na francoskih predsedniških volitvah leta 2017, mnogi se niso udeležili volitev ali so glasovali za kandidate skrajne desnice ali levice.
Protesti so v glavnem potekali v obliki množičnih zborovanj, pa tudi blokad cest in skladišč goriva. Ponekod so se sprevrgli v velike izgrede, ki so bili opisani kot najbolj nasilni od maja 1968. Rumeni jopiči so bili izbrani za simbol, ker od leta 2008 zakon zahteva, da vsi francoski vozniki nosijo dobro vidne jopiče med vožnjo. Zaradi tega so odsevni telovniki postali široko dostopni, poceni in prepoznavni.
Do začetka decembra 2018 so protestniki s podobnimi težavami začeli uporabljati simbol rumenega jopiča na mnogih mestih po svetu.

## Ozadje
Vprašanje, okoli katerega se je najprej osredotočilo francosko gibanje, je bilo predvideno povečanje davkov na gorivo za leto 2019, zlasti na dizelsko gorivo.

### Dizel
Od leta 1950 je francoska vlada subvencionirala proizvodnjo dizelskih motorjev. Zlasti od leta 1980 je Peugeot na čelu dizelske tehnologije. Zmanjšanje davka na dodano vrednost za vozne parke podjetij je povečalo tudi razširjenost dizelskih avtomobilov v Franciji.

### Cene goriva
Cena bencina (SP95-E10) se je v letu 2018 zmanjšala z 1,47 EUR na liter v januarju na 1,43 EUR na liter v zadnjem tednu novembra.
Cene bencina in dizelskega goriva so se med oktobrom 2017 in oktobrom 2018 povečale za 15 odstotkov oziroma 23 odstotkov. Nakupna cena motornega bencina na svetovnem trgu se je v primerjavi s predhodnim letom povečala za 28 odstotkov; za dizel, za 35 odstotkov. Stroški distribucije so se povečali za 40 odstotkov. Z DDV, davki na dizelsko gorivo so se povečali za 14 odstotkov za eno leto in davki na bencin za 7,5 odstotka. Povečanje davka je bilo za 7,6 centa na liter dizelskega goriva in 3,9 centa na bencin leta 2018, nadaljnje povečanje za 6,5 centov na dizelsko gorivo in 2,9 centa na bencin, načrtovano za 1. januar 2019.
Davki, zbrani pri prodaji goriva, so:
- Davek na domačo porabo za energente (TICPE, la Taxe intérieure de consommation sur les produits énergétiques), ki se ne izračunava na podlagi cene nafte, temveč po fiksni stopnji. Del tega davka, ki se plača na črpalko, gre regionalnim vladam, drugi del pa nacionalnim vladam. Od leta 2014 je ta davek vključeval ogljikovo komponento, ki se vsako leto povečuje, da bi zmanjšala porabo fosilnih goriv. TICPE za dizelsko gorivo se je močno povečal v letih 2017 in 2018, da bi dosegel enako raven kot davek na bencin.
- Davek na dodano vrednost (DDV), izračunan na podlagi zneska brez davka in TICPE. Njegova stopnja je od leta 2014 ustaljena na 20 odstotkih, potem ko je med letoma 2000 in 2014 znašala 19,6 odstotka.

Protestno gibanje proti cenam goriva se nanaša predvsem na posameznike, saj so številni poklici in dejavnosti upravičeni do delnih ali popolnih oprostitev od TICPE.
Demonstranti kritizirajo drugo vlado Édouarda Philippeja, ker je posameznik dolžan plačati večino stroškov davka na ogljik. Ker se davek na ogljik postopoma povečuje, da bi dosegel okoljske cilje, so mnogi, ki so se odločili za ogrevanje na fosilna goriva za svoje domove zunaj mestnih središč, kjer je potreben avto, nezadovoljni. Predsednik Macron je poskušal odpraviti te pomisleke v začetku novembra s ponudbo posebnih subvencij in spodbud.
Cene dizelskega goriva v Franciji so se v letu 2018 povečale za 16 odstotkov, davki na bencin in dizelsko gorivo pa so se povečali istočasno in dodatno povečanje davkov je napovedano za leto 2019, zaradi česar je dizelsko gorivo dražje kot bencin. Predsednik Macron nosi največji zagon protestnikov zaradi njegove širitve politik, ki jih je izvajala vlada Françoisa Hollanda.

### Drugi protesti sindikatov
Ena od prvih znanih demonstracij v Franciji proti obdavčitvi cen bencina sega v leto 1933 v Lillu. Gibanje proti povišanju davkov spominja tudi na poujadizem (Pierre Poujade) iz petdesetih let prejšnjega stoletja, ki je mobiliziral srednji sloj in je bil izražen okoli davčnega upora.
"Počasna gibanja" so bila organizirana tudi v sedemdesetih letih. Julija 1992 je bilo takšno gibanje vzpostavljeno zaradi protesta proti uvedbi točkovnega dovoljenja.

### Gospodarske reforme
Protestniki trdijo, da je davek na gorivo namenjen financiranju znižanja davkov za velika podjetja, pri čemer nekateri kritiki, kot je Dania Koleilat Khatib, trdijo, da je treba porabo zmanjšati. Macron je dejal, da je cilj programa gospodarskih reform uprave povečati konkurenčnost Francije v svetovnem gospodarstvu in da je davek na gorivo namenjen preprečevanju uporabe fosilnih goriv. Številni rumeni jopiči so predvsem posledica gospodarskih težav zaradi nizkih plač in visokih cen energije. Večina gibanj rumenih jopičev se želi boriti proti podnebnim spremembam, vendar nasprotujejo prisiljevanju delavskega razreda in revnih, da plačajo za težavo, ki jo povzročajo multinacionalne korporacije.

## Izvor in narava gibanja
Ženska iz oddelka Seine-et-Marne je začela peticijo na spletni strani change.org maja 2018, ki je dosegla 300.000 podpisov do sredine oktobra. Vzporedno s to peticijo sta dva moška iz istega oddelka 17. novembra sprožila dogodek na Facebooku, da bi "blokirala vse ceste" in tako protestirala proti zvišanju cen goriva, ki so se zdele pretirane, in navedel, da je to povečanje posledica povečanja davkov. Eden od video posnetkov v tej skupini je sprožil zamisel o uporabi rumenih jopičev.
Gibanje je organizirano v vodoravni obliki brez voditeljev. Pojavijo se lahko neformalni voditelji, nekatere pa so drugi demonstranti zavrnili oziroma so bili celo ogroženi. John Lichfield pravi, da nekateri v gibanju širijo sovraštvo do politikov celo do vseh "potencialnih politikov, ki izhajajo iz svojih vrst". Gibanje rumenih jopičev ni povezano s posebno politično stranko ali sindikatom in se je razširilo predvsem s socialnimi mediji.
Gibanje je bilo opisano kot populistično, ki nasprotuje temu, kar vidi kot bogato urbano elito in ustanovitev. Mnogi protestniki živijo v tesnih finančnih razmerah, pogosto na podeželju ali zunaj mest, kjer je "nizka gospodarska rast in visoka brezposelnost", in kjer je odvisnost od avtomobila za prevoz na delo "bistvenega pomena in je vedno bolj drag". Po podatkih BBC-ja, "ni naključje, da so avtomobili iskra, ki je vnela to jezo. Ne potrebujejo je postal statusni simbol v Franciji. Tisti v mestnih središčih imajo na voljo veliko javnega prevoza, vendar morate biti bogati, v središču Pariza, Marseillea ali Bordeauxa “. 
Gibanje je pritegnilo in pridobilo podporo iz celotnega političnega spektra. Anketa, ki jo je objavil Elabejev inštitut, je pokazala, da so na predsedniških volitvah maja 2017 mnogi v gibanju bodisi glasovali za skrajne leve ali desne kandidate ali pa niso glasovali. Pet novinarjev Le Monde je preučilo dvainštirideset direktiv o rumenih jopičih in ugotovilo, da sta dve tretjini "zelo blizu" položaju "radikalne levice" (Jean-Luc Mélenchon, Benoît Hamon, Philippe Poutou in Nathalie Arthaud). ), da je bila skoraj polovica "združljiva" s položajem "skrajne desnice" (Nicolas Dupont-Aignan in Marine Le Pen), in da so bili vsi "zelo oddaljeni" od "liberalnih" politik (Emmanuel Macron in François Fillon). Étienne Girard, ki piše za Marianne, pravi, da je ena številka, ki ima široko podporo v gibanju, mrtva že 32 let: nekdanji humorist in predsedniški kandidat Coluche.
Medijski so bili presenečeni nad sovražnostjo, ki so jo občutili med gibanjem. Televizija BFM se je 8. decembra odločila, da mora vsakega novinarja, ki so ga poslali na teren, spremljati telesni stražar zaradi močnega odpora, ki so ga pokazali rumeni jopiči.
Po mnenju Stéphana Sirota, specialista v zgodovini francoskega sindikalizma, so sindikati oklevali, da bi združili moči z rumenimi jopiči, ker je gibanje vključevalo ljudi, ki jih sindikati tradicionalno ne zastopajo (lastniki podjetij in samozaposleni) kot tudi ljudje, ki se preprosto niso želeli pogajati. Prisotnost skrajno desničarskih elementov v gibanju je bila prav tako neprimerna za CGT.
Veliko število zavajajočih slik in informacij je bilo posredovanih v socialnih medijih v zvezi s protesti. Po Pascalu Froissartu, horizontalnem, brez voditelja, vidik gibanja prispeva k razširjanju dezinformacij, saj nihče ni odgovoren za odnose z javnostmi ali za vodenje na družbenih omrežjih.
Eden od ciljev rumenihih jopičev je dobiti "RIC" (referendum o državljanski pobudi), t.i. švicarski model od spodaj navzgor, kjer je referendum pogost, primerjali so ga s francoskim vladnim sistemom od zgoraj navzdol, da bi pojasnili pomanjkljivosti podobnega gibanja v francosko govoreči Švici.

### Primerjave
Adam Gopnik piše, da se rumene jopiče lahko obravnava kot del serije francoskih uličnih protestov, ki segajo vsaj do stavk iz leta 1995. Navaja zgodovinarja Herricka Chapmana, ki pove, da je centralizacija moči generala de Gaulleja pri ustvarjanju francoske pete republike tako pretirana, da so ulični protesti edina "dinamična alternativa vladni politiki".
Neredi v Parizu 1. decembra so bili splošno priznani kot najbolj nasilni od maja 1968. Novinar iz Pariza John Lichfield je dejal, da so imeli dogodki iz leta 1968 radostno stran, večinoma odsotno iz gibanja rumenih jopičev, vendar sta bila oba gibanja podobna, ker nimata priznanih voditeljev, kot so imeli neredi iz leta 2005. 
Po mnenju francoskega učenjaka Béatriceja Giblina so primerjave med rumenimi jopiči in Bonnets Rouges, ki so leta 2013 nasprotovale novemu ekološkemu davku, bile neprimerne, ker so jih slednji prevzeli resnični voditelji, kot je župan Carhaixa, ali veliki šefi Bretanje, medtem ko to ne velja za rumene jopiče.
Nekateri so rumene jopiče primerjali z drugimi sodobnimi populističnimi gibanji, kot je gibanje Occupy v Združenih državah Amerike, gibanje Pet zvezd v Italiji, in Orbanizem (Viktor Orbán) na Madžarskem. Podobno je tudi z ljudskim uporom v pozno srednjeveški Evropi, kot sta francoska Jacquerie in francoska revolucija.

## Časovnica

### 17. november: „Akt I“
Protesti so se začeli 17. novembra 2018 in pritegnili več kot 300.000 ljudi po vsej Franciji, pri čemer so protestniki zgradili barikade in blokirali ceste. John Lichfield, novinar, ki je bil priča nemirom, jih je opisal kot vstale.
Poleg cest so protestniki blokirali celo deset skladišč goriva. V prvem dnevu protestov je 63-letnega upokojenca povozil motorist v Le Pont-de-Beauvoisin, medtem ko je protestiral na krožišču pri vhodu v komercialno cono. Motorist je isti dan umrl, potem ko ga zadel kombi, kateri je poskušal zaobiti barikado. Do 21. novembra je bilo ranjenih 585 civilistov, 16 resno in 115 policistov, trije resno.
Protesti so se zgodili tudi v francoskem čezmorskem območju Reunion, kjer so se razmere spremenile v ropanje in izgrede. Šole na otoku so bile zaprte tri dni po tem, ko so protestniki blokirali dostop do cest. Predsednik Macron je 21. novembra odredil razporeditev vojakov na otok, da bi umiril nasilje.